# Doc Hollywood
Doc Hollywood is een Amerikaanse filmkomedie uit 1991 onder regie van Michael Caton-Jones.

## Verhaal
Benjamin Stone (Michael J. Fox) is een net afgestudeerde arts die in zijn cabriolet naar Los Angeles rijdt om daar aan het werk te gaan als plastisch chirurg. Om een file te vermijden gaat hij van de snelweg af, waarna hij per ongeluk in het dorpje Grady een hek vernielt. Hij wordt veroordeeld tot een straf van 32 uur dienstverlening in het plaatselijke zorgcentrum. Aanvankelijk kijkt hij neer op het slaperige dorpje en haar inwoners, maar wanneer hij verliefd wordt op een alleenstaande moeder moet hij kiezen tussen de liefde en het riante salaris dat hij in Los Angeles kan verdienen.

## Rolverdeling
| Acteur             | Personage                     |
| ------------------ | ----------------------------- |
| Julie Warner       | Vialula / 'Lou'               |
| Barnard Hughes     | Dr. Aurelius Hogue            |
| Woody Harrelson    | Hank Gordon                   |
| David Ogden Stiers | Mayor Nick Nicholson          |
| Frances Sternhagen | Lillian, welkomstcomité       |
| Helen Martin       | Maddie, welkomstcomité        |
| Amzie Strickland   | Violet, welkomstcomité        |
| George Hamilton    | Doctor Halberstrom            |
| Bridget Fonda      | Nancy Lee Nicholson           |
| Mel Winkler        | Melvin the Mechanic           |
| Roberts Blossom    | Rechter Evans                 |
| Tom Lacy           | Deputy Cotton                 |
| Macon McCalman     | Aubrey Draper                 |
| Raye Birk          | Simon Tidwell, eerste patiënt |
| William Cowart     | Lane, Melvins hulp            |
| Time Winters       | Kyle Owens                    |
| K.T. Vogt          | Mary Owens                    |